# Hang Đá Đen
Hang Đá Đen là hang ở vùng đất thôn Thống Nhất 2 xã Yên Phú huyện Hàm Yên tỉnh Tuyên Quang, Việt Nam.
Hang Đá Đen thuộc dạng karst trong núi đá vôi tên gọi núi Đá Đen, cao 302 m. Cửa hang có diện tích khoảng hơn 20 m², trần hang thấp. Hang là nơi người tiền sử từng cư trú, và được các nhà khảo cổ trong nước và quốc tế khảo sát. Hang được Bộ Văn hóa, Thể thao và Du lịch xếp hạng là di tích khảo cổ năm 2018.

## Vị trí
Hang Đá Đen ở cách thị trấn Tân Yên huyện Hàm Yên cỡ 15 km hướng bắc theo Quốc lộ 2. Sau đó từ quốc lộ đi về phía đông khoảng 300 m là tới. Cửa hang nằm đối diện với Động Tiên và cách nhau cỡ hơn 250 m.